# Johanniterkommende Rottweil

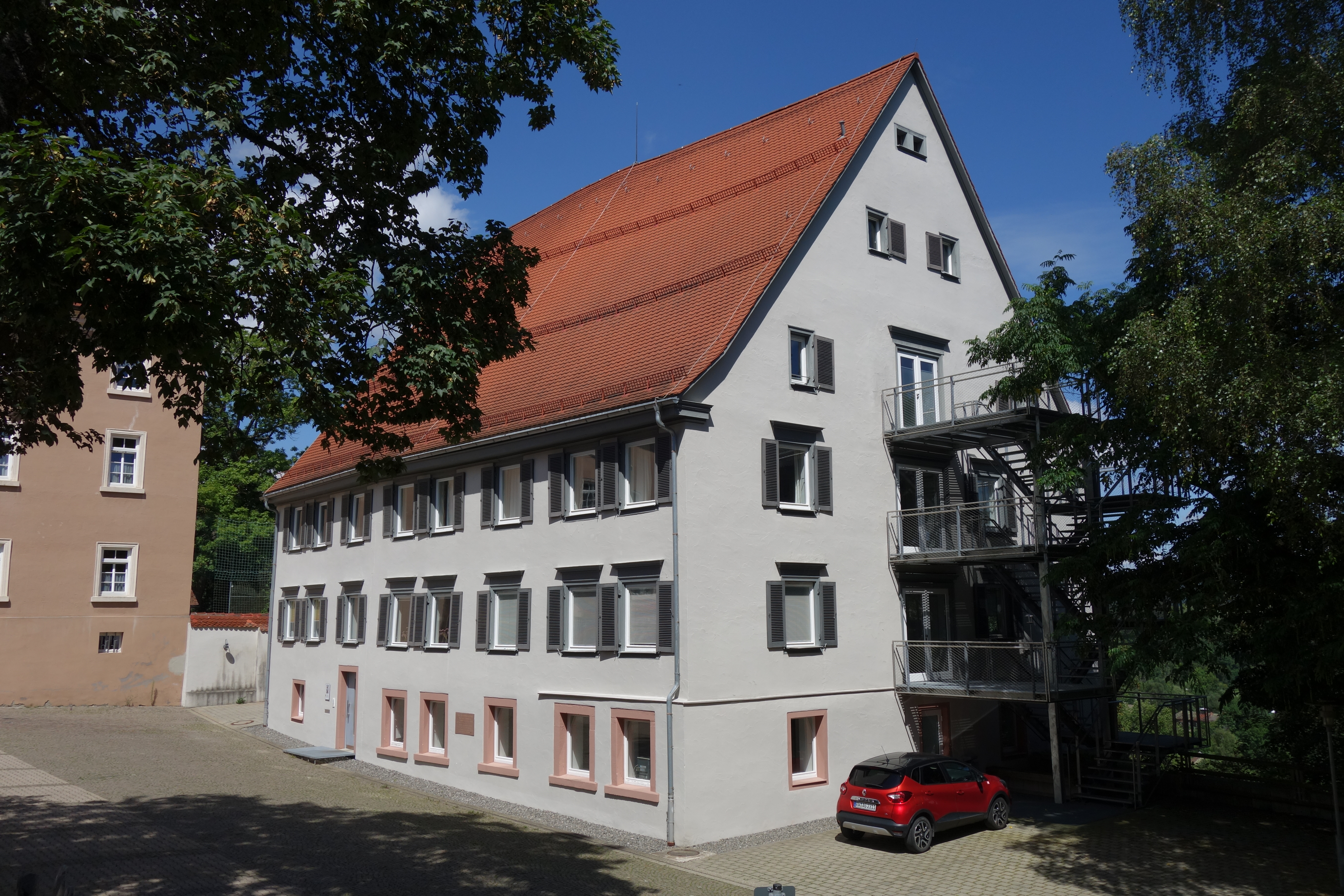
Kommendehaus in der Kamaerlamtsgasse im Jahr 2024

Die Johanniterkommende Rottweil geht auf eine Niederlassung des katholischen Johanniter-/Malteserordens in der Mitte des 13. Jahrhunderts zurück, die 1809 aufgehoben wurde. Vom Gebäudebestand ist nur das Kommende- oder Ritterhaus erhalten. Es wird heute durch das Seminar für Ausbildung und Fortbildung der Lehrkräfte Rottweil (GWHRS), Kameralamtsgasse 8, genutzt.

## Lage
Die Johanniterkommende lag an der Südostecke der Stadt Rottweil, hoch über dem Neckartal. An die unmittelbar westlich anschließende Badanlage erinnert heute das gleichnamige Hotel Johanniterbad mit Gartenterrasse. Das Kommendengelände wird von der Stadtmauer und einer westlichen Umfassungsmauer begrenzt. Hier ist noch das um wenige Meter versetzte und mit einer Tür erneuerte Asylpförtchen zu sehen.

## Geschichte

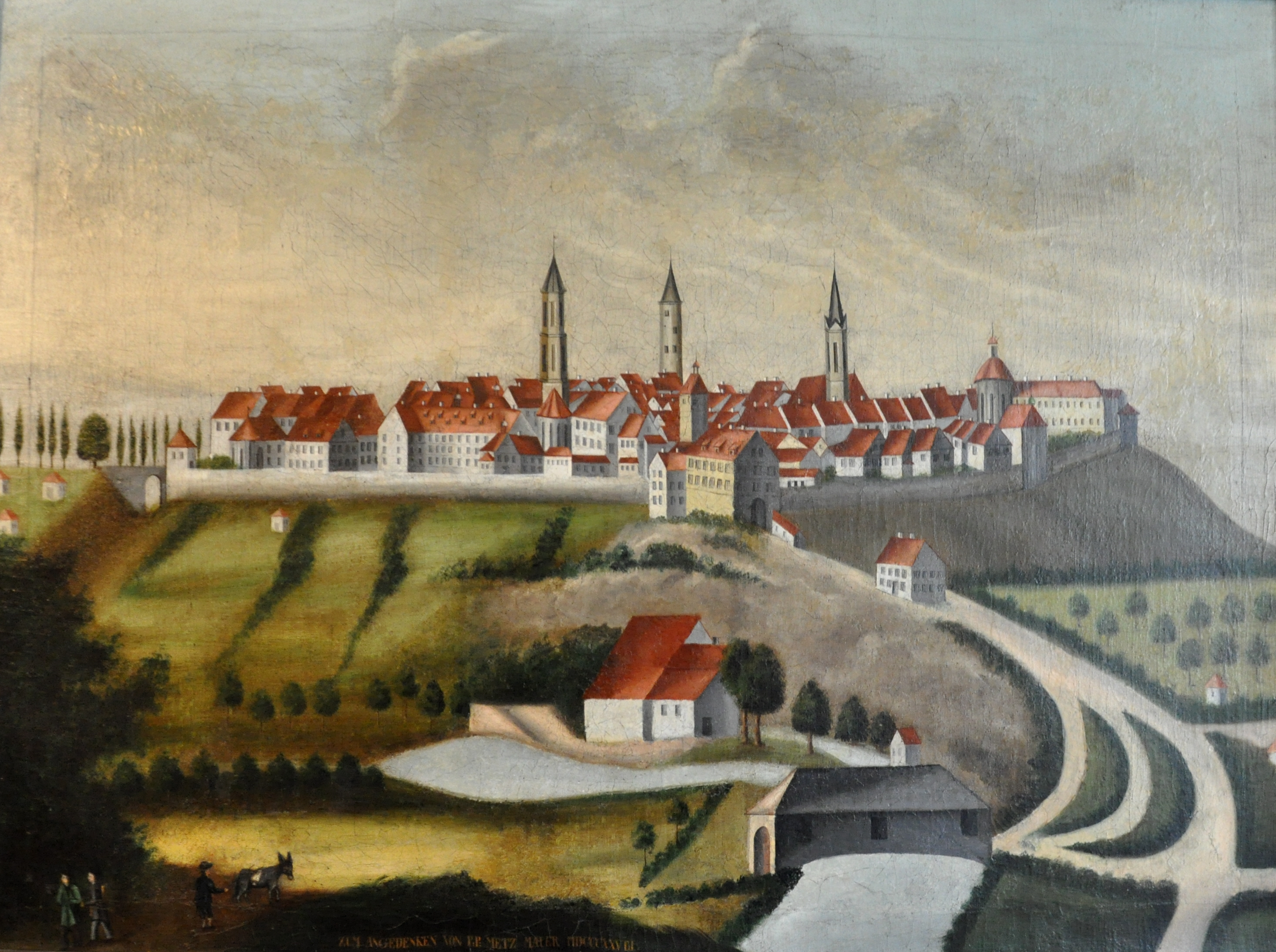
Rottweil von Osten – vor dem Abbruch des Johanniterkirchleins 1828

### Gründung
Die älteste erhaltene Urkunde der Johanniterniederlassung datiert von 1274 und erwähnt bereits die Johanniterkirche. Der Rottweiler Bürger Hugo Saili schenkte nach ihr den Johannitern seiner Vaterstadt zwei Häuser in der Altstadt, einen Garten und Zinsen.

Lange Zeit wurde mit Hermann Tüchle eine urkundliche Nennung vom 12. August 1277 angeführt. Es besteht jedoch kein Zweifel darüber, dass die Gründung früher erfolgte. Man bezieht sich dabei nicht nur auf die Zimmersche Chronik. Sie berichtet:
Anno 1247 ist ain Johanniter gewesen des geschlechts der edelleut von Schwenningen, genannt brueder Hanns von Schwenningen, der hat im iezbemelten jhar das Johanniterhaus zu Rotweil widerumb erbawen.
Es ist deswegen anzunehmen, dass das Haus wie die Kommende Villingen auf das später aufgegebene Ordenshaus in Schwenningen (vor 1212-um 1320) zurückgeht.
Der Ersterwähnung folgt eine große Zahl von Urkunden, die deutlich macht, dass das Ordenshaus zu dieser Zeit nicht in den Anfängen steckte. Eine Schenkungsurkunde aus dem Jahr 1280 bezeugt – so der Historiker Winfried Hecht – neun Ordensritter für Rottweil. Auch das Siegel einer Urkunde Papst Innocenz IV. (1244–1253) – 1926 im Kameralamtsgarten entdeckt – wird auf das Ordenshaus bezogen. Hecht weist darüber hinaus auf das älteste Urkundenverzeichnis des Ordenshauses mit einem Stück von 1259 hin.
Die Lage der im 13. Jahrhundert wie eine Adelsburg angelegten Kommende hoch über dem Neckartal legt nahe, dass in Vertretung der Staufer – als Stadtherren – ein hochadliger Gründer oder dessen Lehensträger Stifter des Rottweiler Ordenshauses war.

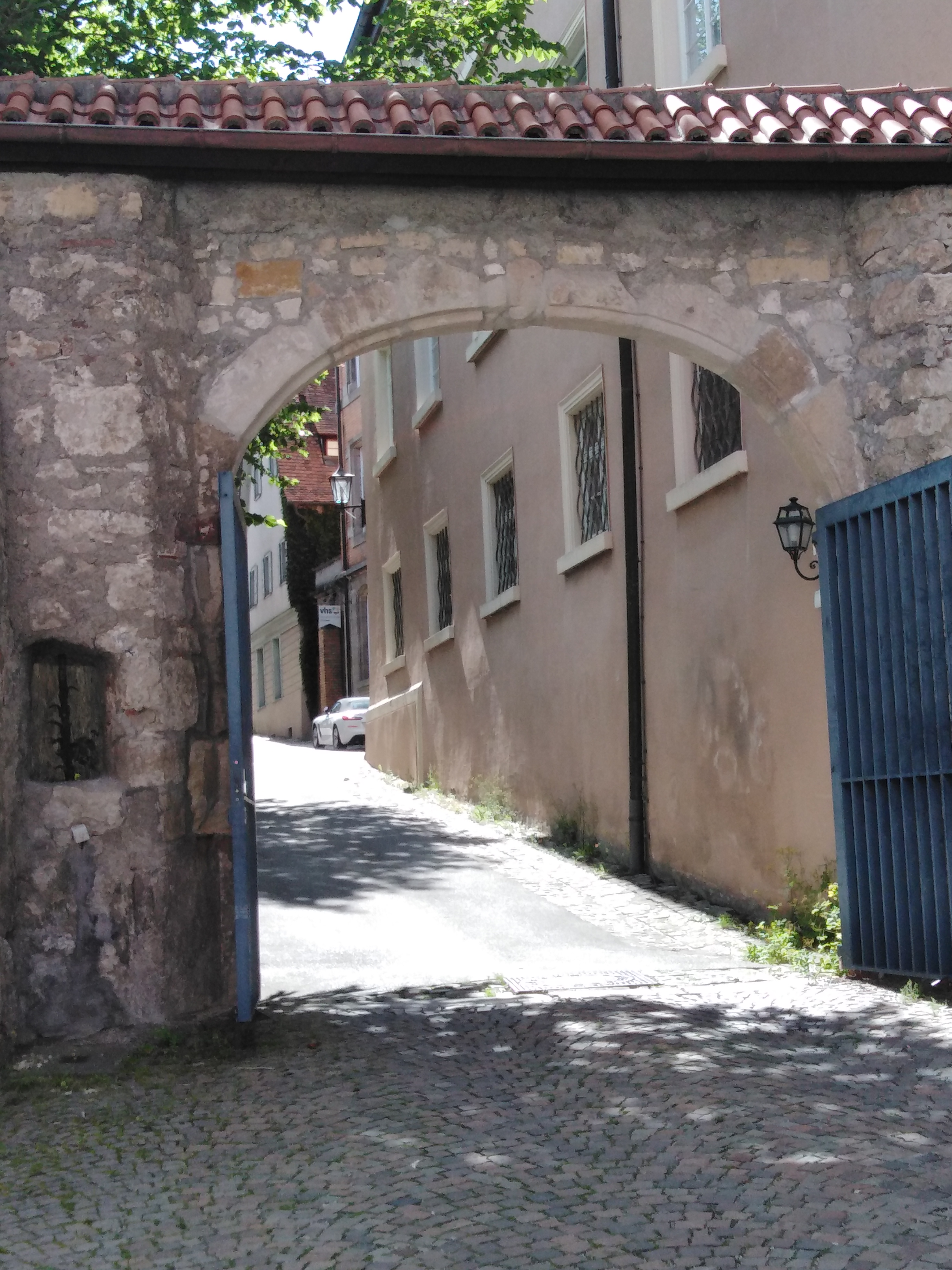
Toreinfahrt Kommende Rottweil

### Der Aufstieg der Kommende bis 1365
Der Aufstieg der Kommende nahm unter Komtur Konrad von Egesheim (1274–1300) seinen Anfang. Für das letzte Viertel des 13. Jahrhunderts sind 24 Brüder und – außer dem Komtur – gleichzeitig 10 Konventsherren für das Rottweiler Ordenshaus belegbar. Der Größe des Konvents entsprach der Auf- und Ausbau des Besitzstandes der Kommende. Dabei entsprachen ihre Erwerbungen der Herkunft der Brüder. Es handelte sich um ihr Ausstattungsgut, Schenkungen vor allem der Hohenberger und Ankauf der Herren von Lupfen. In dieser Zeit wird auch die Grundlage für den umfangreichen Mühlenbesitz der Johanniter durch den Kauf einer Mühle in der Au gelegt (Vögelismühle).
Auf dieser Grundlage nahm der Orden in Rottweil im 14. Jahrhundert unter Komtur Ulrich Bletz (1302–1313), Sohn einer Rottweiler Patrizierfamilie, einen weiteren Aufschwung. Er konnte Besitzungen im Primtal bei Aldingen und aus dem reichen Familienbesitz des Konrad Ribeli vor der Hochbrücktorstraße zu Neckar hin erwerben. Die steigende Beliebtheit der Ordensritter unter breiten Bürgerschichten in Rottweil wird in zahlreichen Jahrtagsstiftungen und im Auftreten des Komturs als Zeuge und Vermittler sichtbar.
Walther von Rechberg (1351–1365) schloss den Aufbau des Besitzstandes ab und entzog das Ordenshaus immer mehr der Gewalt des reichsstädtischen Magistrats, wodurch er es jedoch von der Stadt zunehmend isolierte. Der Besitzstand und das Verhältnis zur Stadt änderte sich bis zur Aufhebung der Kommende nicht wesentlich. Das Rottweiler Ordenshaus erwarb die Pfarrsatzreche zu Aldingen (1356 Waibelshof), Villingendorf (1360 Ruprechtshof als Lehen von Freiherr Werner von Zimmern) und Betzingen bei Reutlingen.

### Das Ordenshaus im ausgehenden Mittelalter (1356–1450)
In der Zeit des ausgehenden Mittelalters wurde das Rottweiler Ordenshaus immer wieder von außen verwaltet und blieb ohne Komtur. Auch wenn sich 1370 der Villinger Komtur Friedrich von Zollern und spätere Prior des Johanniterordens für die Kommende einsetzte, fällt für die lange Zeit eine Reihe von Prozessen um den Besitzstand des Ordenshauses auf. Der Komtur Hesso von Schlegelholz († 1412) verwaltete nur kurze Zeit (1383–1387) und eher nebenbei die Kommende. Seine Laufbahn verlief so glänzend, dass er 1411 zum Stellvertreter des Großmeisters der Deutschen Zunge mit Sitz am administrativen Mittelpunkt der Johanniter in der Herrschaft Heitersheim wurde. Bis zu seinem Tod war er für die zum Johanniterbesitz gehörende Insel Kos zuständig.
1387 übernahm Hans von Ow († 1419) die Komturei. Er hielt sich ebenso selten in Rottweil auf, da die deutschen Johanniter an den großen Feldzügen gegen das osmanische Reich teilnahmen. Für die Rottweiler Kommende ließ Johann von Ow 1409 ein – nicht aufgefundenes – Vidimus ausstellen, in der alle bis 1560 entstandenen Kaiserbriefe aufgeführt sind. Außerdem kaufte er kurz vor seinem Tod die Mühle in Aldingen.
Mit Reinbold zum Trubel (1424–1435) erhielt Rottweil erneut einen Komtur, der eine glänzende Laufbahn hatte. Er erhielt spätestens 1413 die Elsässer Kommende Dorlisheim und zeitweise auch Hagnau. Im Orden stieg er zum Prokurator der oberdeutschen Ballei auf. 1429 lassen sich in Rottweil der Johannitermeister Hugo von Montfort und die Komture von Mainz und Heimbach in Rottweil nachweisen, wo wohl ein Provinzialkapitel der deutschen Johanniter abgehalten wurde. Die Stadt Rottweil ließ im selben Jahr durch mehrere Komture den Freiheitsbrief König Ludwigs des Bayern bestätigen.
Unter seiner Verwaltung wurden Pflichten, die den Besitz des Pfarrsatzes in Aldingen betrafen, und die Johannsermühle an Rottweiler Schmiede verpachtet. Bis zur Ernennung des Komturs Konrad von Schappel bleibt die Geschichte der Kommende weitgehend im Dunkel.

### Das Ordenshaus unter Georg von Ow (1467–1496) und Leonhard Gyß (1512–1538)

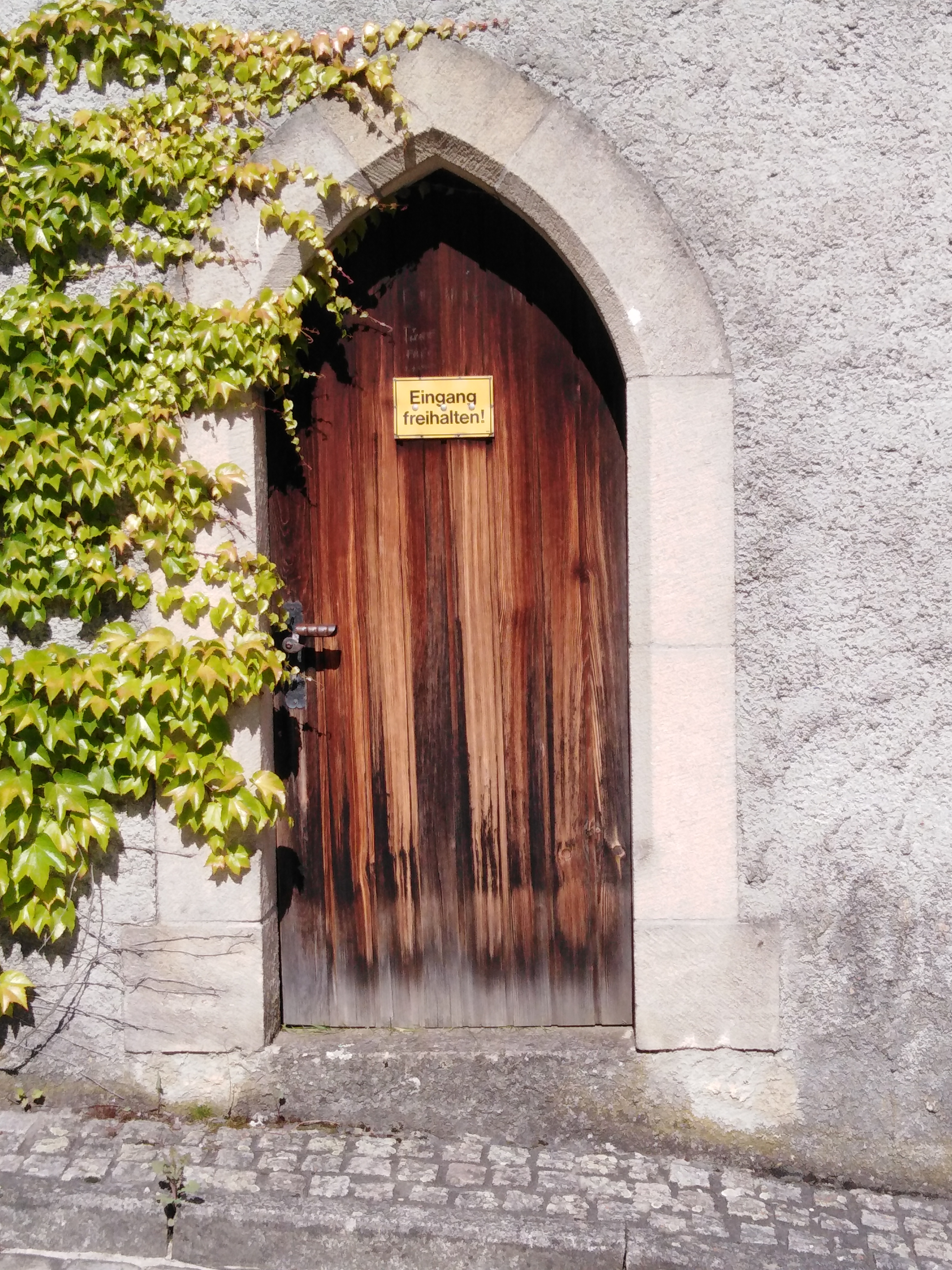
Asylpförtchen – ehemalige Johanniterkommende Rottweil

Unter Komtur Konrad Schappel unternahm das osmanische Reich weitere Versuche, seine Herrschaft im Bereich des Mittelmeers auszudehnen und Rhodos zu erobern. Die Aufnahme der Rottweiler Schützenbruderschaft (1451) in den Johanniterorden lag mit der zunehmenden Bedeutung des Festungsbauwesens und der Geschütztechnik nahe.
Da dessen Nachfolger Georg von Ow (1467–1496) sich ganz auf die Führung des Johanniterhauses Rottweil konzentrierte, ist die Quellenlage, aus der sein Leben und das der spätmittelalterlichen Kommende beschrieben werden kann, gut. Unnachgiebig verteidigte er das Asylrecht seines Hauses gegen die Übergriffe des städtischen Magistrats. Als das Asylrecht des Sensenschmieds Jakob Sichler verletzt wurde, wandte sich Georg kurzerhand an den deutschen Ordensmeister Johann von Ow und erwirkte 1473 einen Strafbrief Kaiser Friedrichs III., der der Stadt eine Geldstrafe auferlegte. Als der Rottweiler Bürgermeister Lukas Lucklin 1483 dem Magistrat bei einer Ratssitzung die Schlüssel vor die Füße warf und über das Johannserpförtlein ins Asyl floh, konnte er von dort durch seine Unantastbarkeit einen günstigen Vergleich aushandeln. Georg von Ow war Gast der Hochzeit Graf Eberhards im Bart und der Barbara Gonzaga von Mantua. 1480 zog er auf Aufforderung des Großmeisters des Ordens nach Rhodos, um der drohenden Belagerung durch Mehmed II. entgegenzutreten. Es gelang am 18. August 1480 das türkische Heer von Rhodos zu vertreiben. 1433 wurde er Prior von Böhmen.
Die Wahrnehmung der Patronatsrechte in den der Komturei inkorporierten Pfarreien bildete einen wichtigen Bestandteil der Aufgaben des Komturs, die für Villingendorf, Aldingen und Betzingen gut belegt sind.
Die Generalvisitation der deutschen Zunge des Ordens traf Rottweil im Jahr 1495. Aus dem Visitationsbericht sind die Baulichkeiten und Verhältnisse der Kommende bekannt: Das Haus war mit 19 Betten und Hausrat ausgestattet, bezog Fische aus den Fischweihern unterhalb von Rottweil im Neckartal, Holz aus den umliegenden Waldungen und Wein aus Bahlingen und Heitersheim.
Georg von Ow regelte außerdem die Verhältnisse um die Johannsermühle neu, die ehedem ein Zentrum des Rottweiler Schmiedegewerbes gewesen war. Wegen zahlreicher widerrechtlicher Verkaufsversuche übernahm er die Mühle wieder unter unmittelbare Verwaltung der Kommende und übertrug sie dann an den Müller Hans Halver.

### Die Kommende bis zum Ende des Dreißigjährigen Kriegs (1538–1648)
Für rund 200 Jahre blieb das Ordenshaus ohne ständig residierenden Komtur. Mit seiner Verwaltung wurden sogenannte Schaffner beauftragt. Trotzdem war es so gut verwaltet, dass sich Georg Schilling von Cannstatt (1546–1554) bei der Übernahme des deutschen Großpriorats auch die Kommende in Rottweil übertragen ließ. Der ließ weiterhin den Schaffner die Komturei verwalten und bewährte sich als berühmtester deutscher Johanniter im 16. Jahrhundert bei der Belagerung von Rhodos durch die Türken. Sein Nachfolger Georg Bombast von Hohenheim (1554–1560) hielt sich nur selten in Rottweil auf. Er stiftete eine gläserne Wappenscheibe für den Rottweiler Ratssaal mit der Widmung „Sant Johannes Orden Mayster in Tyatz Lannd“.
Während des Dreißigjährigen Kriegs musste das Ordenshaus Requisitionen aufbringen. Als Rottweil 1632/1633 Kriegsschauplatz wurde, wurde das Kommendegebäude zerstört. Um 1640 wurde das Ritterhaus der Kommende instand gesetzt und wahrscheinlich die Kommendekirche umgebaut. Nach dem Kriegsjahr waren Ordenshaus, Johanniterkirche, Johannsermühle und zahlreiche Lehenshöfe zerstört.

### Die Kommende bis zur Auflösung (1648–1802)
Mit der Beseitigung der durch die lange Kriegszeit entstandenen Schäden sah sich die Kommendeverwaltung lange beschäftigt. In einer Entscheidung, die auch heute noch das Stadtbild prägt, wies der Magistrat 1698 den Jesuiten für den Bau eines Kollegiums einen Platz an, dessen Bebauung die Johanniterkommende unmittelbar berührte. Den Einspruch des Ordens wies der Magistrat zurück, der daraufhin vor das Reichskammergericht zog. Im Ergebnis durften die Jesuiten ihr Kollegium nach ihren Vorstellungen erbauen, die Johanniter wurden an der unteren Zwerchgasse entschädigt und durften einen Torbogen nach Westen hin errichten. Das Brunnen- und Aufsichtsrecht über die Stadtmauer sollte weiter der Stadt zustehen.
1706 schloss der Ordenskanzler einen Vertrag über den Wiederaufbau der Johannsermühle als Mahl- und Sägemühle. In die Zeit des Komturs Bernhard Moritz von Cappel zu Horst (1724–1734) fällt der Streit mit der Kommendengesellschaft um die Wasserversorgung der Kommende, der sich an der Entdeckung einer Quelle in der unteren Johannsergasse entzündete. Unter Schaffner Franz Anton Geppert (1757–1774) wurden die Kommendenkirche renoviert, im Ritterhaus neue Böden verlegt, die Mauern ausgebessert, Fenster und Öfen ersetzt und Türen und Schlösser ausgewechselt. Auch das Archiv der Komturei wurde hergerichtet und in 14 Laden untergebracht. Die Johannsermühle übergab Geppert 1762 als Erblehen an Familie Zipfheli, in Rosenfeld ließ er die Zehntscheuer erneuern und das Pfarrhaus als großzügigen Fachwerkbau (1761) neu errichten. In die Zeit seiner Kommendatur fällt ein Streit um den Abbruch der baufälligen Stadtmauer im Kommendebereich und die letzte große Renovation des Besitzes der Johanniterkommende Rottweil. In den Revolutionskriegen 1795 wurde der Lazarettbereich des Reichsheers entgegen aller Proteste des Komturs Freiherr von Loe (1787–1802) auf den Kommendebereich ausgedehnt. 1799 war der französische General Saint-Cyr in der Kommende einquartiert. Der Verlust Maltas – seit 1530 Sitz des Großmeisters – führte in Rottweil zur Aberkennung der Ehrenbürgerrechte des Komturs. In den folgenden Kriegsjahren unternahm die Stadt mehrfach den Versuch, Requisitionslasten auf die Kommende umzulegen. Die Ansprüche der Besatzungstruppen konnte der Komtur nur mit Hilfe des Schutzjuden Moses Kaz zufriedenstellen. Ludwig Adam Freiherr von Loe zu Wissen leitete den Abtausch seiner Kommende in die Wege und wurde 1808 Komtur zu Kleinerdlingen und Nördlingen.

### Die Auflösung der Kommende Rottweil (1802–1811)

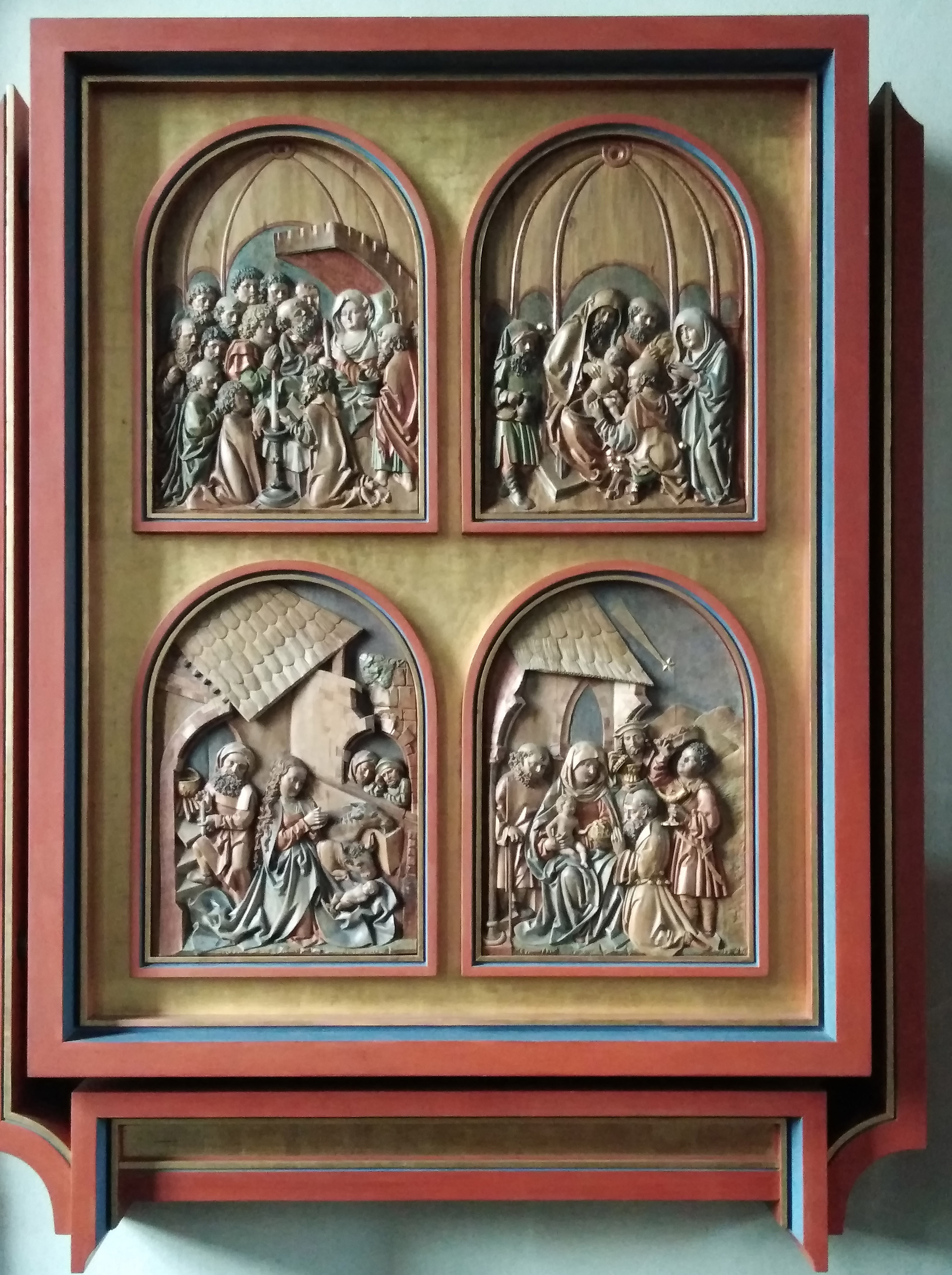
St. Gallus Villingendorf – Reliefs des Marienaltars der Kommendenkirche Rottweil

Mit dem Frieden von Preßburg wurde der Malteserorden aufgelöst und der Johanniterbesitz säkularisiert. Der vorletzte Komtur des Rottweiler Hauses, Baron von Truchseß (1802–1804), musste die Aufhebung des Asylrechts durch die württembergische Regierung miterleben, bevor er 1804 starb. Von seinem Tod erfuhr der Villinger Kommendeamtmann durch seinen Geldgeber und Freund, den Schutzjuden Moses Kaz. Kaz verstand sich mit ihm so gut, dass er seine Briefe an ihn mit: Ihr Freund M. Katz zeichnete. Unter Komtur Freiherr Joseph von Bodman (1805–1809), der mit seinem Tagebuch nicht nur über die Vorgänge bis zur endgültigen Auflösung des Ordenshauses, sondern gleichzeitig über das kulturelle Leben Rottweils in der napoleonischen Zeit Aufschluss gibt, erging am 8. Juni 1809 der Aufhebungsbefehl der Johanniterkommende. Am 18. Februar 1810 wurde auch die Kommendekirche geschlossen und ihre Einrichtung in die Zuchthauskirche Gotteszell, nach Stuttgart, Ludwigsburg und Villingendorf verbracht. Am 10. Mai 1811 verließ der letzte Komtur das Kommendehaus. Anschließend bezog das württembergische Kameralamt mit seinen Amtsstuben die unteren Stockwerke des Kommendegebäudes, während im Obergeschoss der jeweilige Kameralverwalter seine Dienstwohnung bezog. 1813 wurde das Gesuch der jüdischen Gemeinde Rottweil, ihr die ehemalige Johanniterkirche zu einer Synagoge zu überlassen, abgelehnt.
1826 wurde die Kommendekirche abgerissen, die Altäre des Gotteshauses, die der Werkstatt Hans Wydyz zugeschrieben werden, gelangten nach Villingendorf, wurden dort auseinandergenommen und sind heute im Wesentlichen verloren. Die Figur des Ordens- und Kirchenpatrons der Johanniter, Johannes der Täufer, und die des Josef von Arimathäa gehörten zu den Flügeln des Heiliggrabretabels und sind Teil der Sammlung Dursch. Auch Teil der Sammlung – ausgestellt im Dominikanermuseum Rottweil – sind sechs Predellenbüsten, die vermutlich dem Marienaltar zuzuordnen sind.
An die Sanct Johannßer Badstuben westlich der Kommende erinnert heute noch das Hotel Johanniterbad.